# Manuel Carballo
Manuel Carballo Martínez (n. Madrid; 23 de noviembre de 1982) es un ex gimnasta artístico español campeón de Europa en barras paralelas (2005). Es hijo del ex seleccionador nacional Jesús ''Fillo'' Carballo y hermano de los también exgimnastas Javier y Jesús Carballo, y de la exgimnasta y entrenadora de gimnasia rítmica Marta Carballo.

## Biografía deportiva
Manuel Carballo comenzó a practicar gimnasia a los 6 años de edad en Madrid, entrando a formar parte de la selección española a los 14 años, donde se mantuvo hasta su retirada profesional en 2013. Durante su periodo en activo vivió en la Residencia Joaquín Blume y entrenó en el Centro de Alto Rendimiento de Madrid.
En 2005 se adjudicó por primera vez el título individual del Campeonato de España de Gimnasia Artística Masculina disputado en Vitoria, por delante de sus compañeros Isaac Botella y Rafael Martínez. Ese mismo año se proclamó campeón de Europa de barras paralelas en los Europeos disputados en Debrecen (Hungría). Además fue bronce en paralelas en la American Cup, que ese año formaba parte del calendario de la Copa del Mundo, 6.º en caballo con arcos, bronce en paralelas y oro en barra fija en la Copa del Mundo de São Paulo,  7.º en paralelas en la Copa del Mundo de París-Bercy, y en los Juegos Mediterráneos de Almería logró el oro por equipos, el bronce en la general y la plata en paralelas. En octubre de 2005 fue 5.º en caballo con arcos, plata en paralelas y bronce en barra fija en la Copa del Mundo de Máribor, y 5.º en paralelas en la Copa del Mundo de Stuttgart. Para 2006 fue 6.º en barras paralelas en la prueba de la Copa de Mundo de Lyon y 7.º en paralelas en la Final de la Copa del Mundo en São Paulo. En 2007 formó parte del equipo español que consiguió la 6.ª plaza en los Mundiales de Stuttgart (Alemania), obteniendo así la plaza para los Juegos Olímpicos del siguiente año. En junio de 2008 fue bronce en paralelas en el Memorial Joaquín Blume, que ese año era la Copa del Mundo de Barcelona. Formó parte del equipo español de gimnasia para los Juegos Olímpicos de Pekín 2008. Participó en el concurso completo por equipos, quedando en la 11.ª posición. El equipo español en Pekín estaba integrado por Manuel, Isaac Botella, Gervasio Deferr, Rafael Martínez, Sergio Muñoz e Iván San Miguel.
Continuó un ciclo olímpico más preparándose para los Juegos Olímpicos de Londres 2012. Fue 6.º en barras paralelas en la Copa del Mundo de Moscú en 2009, y bronce por equipos y oro en paralelas en los Juegos Mediterráneos de Pescara 2009. En la prueba de la Copa de Mundo de Gante en 2010 fue bronce en paralelas y 8.º en barra fija. Llegó al Preolímpico clasificatorio en enero de 2012, donde no pudo competir debido a una lesión de rodilla, lo que le relegó al puesto de suplente hasta los JJ. OO. de ese mismo año.
Manuel Carballo acabó su etapa deportiva a principios del 2013 después de más de quince años dedicado a la gimnasia. Desde aquí comenzó una nueva etapa como entrenador y formador de diferentes prácticas deportivas como el CrossFit, disciplina que imparte en la actualidad.

## Vida personal
Toda su familia está ligada a este deporte; su madre, Mariví Martínez, fue gimnasta, así como su padre, Jesús ''Fillo'' Carballo, quien fue además entrenador de la selección masculina y, durante 34 años, entrenador y seleccionador del equipo español de gimnasia artística femenina. Sus hermanos mayores Jesús y Javier también fueron gimnastas, el primero dos veces campeón del mundo y actual presidente de la Real Federación Española de Gimnasia. Su hermana Marta también fue gimnasta y en la actualidad es entrenadora de gimnasia rítmica.
En 1975 comenzó un proyecto empresarial: Karhu, una marca deportiva finlandesa que Carballo fundó en España, y en la que terminó siendo estafado. Uno de sus socios realizó un desfalco, desvió dinero y las acciones de le empresa pedieron su valor. Carballo perdió aproximadamente 350 millones de pesetas (años ochenta). Poco después, salvo la vida, al no viajar a una feria comercial en Alemania. El avión de regreso a España, un Boeing 747 de Avianca, se estrelló en Mejorada del Campo.
Otra de sus proyectos empresariales fue Kinetica, unas máquinas que prevenían lesiones lumbares y evitaban el paso por el quirófano. Carballo trabajó, entre otros, con el tenista Juan Carlos Ferrero. A los tres años, volvió a tener un problema con uno de sus socios, y el proyecto terminó.

## Palmarés
- Medalla de oro en los Juegos Mediterráneos de 2005 por equipos.
- Medalla de bronce en los Juegos Mediterráneos de 2005 en el concurso general individual.
- Medalla de plata en los Juegos Mediterráneos de 2005 en paralelas.
- Campeón de Europa en 2005 en paralelas.
- 5.º puesto en el Campeonato Mundial de 2005 en paralelas.
- 6.º clasificado en el Campeonato Mundial de 2007 por equipos.
- 11.º por equipos en los Juegos Olímpicos de Pekín 2008.
- Medalla de oro en los Juegos Mediterráneos de 2009 en paralelas.
- Medalla de bronce en los Juegos Mediterráneos de 2009 por equipos.
- Finalista en paralelas en el Campeonato Europeo de 2010.
- Medalla de bronce en paralelas y 8.º en barra fija en la Copa del Mundo de Gante.
- Participante en el Campeonato Mundial de 2010, clasificatorio para los Juegos Olímpicos.

## Premios, reconocimientos y distinciones
- Premio Siete Estrellas del Deporte de la Comunidad de Madrid a toda la familia Carballo (1995)